# Anfiteatro de Cartagena
El anfiteatro de Cartagena fue un anfiteatro romano construido en la ciudad de Carthago Nova (Cartagena, España) situado sobre el cerro de la Concepción. Sobre la estructura de las ruinas del anfiteatro se construyó en el siglo XIX la plaza de toros de Cartagena.
En la actualidad se está procediendo a su excavación integral y se ha constituido una fundación para la restauración y musealización del yacimiento.

## Construcción
El anfiteatro actual se construyó en tiempos de la dinastía flavia, pero parece que se hizo sobre uno anterior de época republicana. En su construcción se empleó andesita (una piedra volcánica procedente del Cabezo Beaza) y tabaires (una arenisca procedente de la diputación de Canteras).
Parte del anfiteatro se construyó sobre la roca aprovechando el desnivel del cerro de la Concepción. Otra parte del edificio se alzó sobre bóvedas y contrafuertes. Tenía forma elíptica y se calcula que tendría una capacidad para entre 10 000 y 11 000 espectadores.

## Historia del yacimiento
A diferencia del teatro romano, cuya existencia se ignoraba por completo hasta el siglo XX, las ruinas del anfiteatro fueron siempre visibles en la ciudad. Por este motivo, cuando el poeta andalusí Hazim al-Qartayanni menciona en su obra la llamada Casa de los Leones (Dar al-Usud), el historiador Alfonso Grandal asegura que probablemente se refiera al anfiteatro. En la Edad Moderna, la zona en la que se encontraba pasó a denominarse Antigones, debido a la gran cantidad de restos antiguos que aparecían cuando se excavaba.

A la falda del castillo sobre la parte de Levante hay grandísimos fragmentos de edificios donde estaba la Chancilleria o convento Iurídico de Cartagena en un famoso Coliseo no de menor grandeza que el Romano. De aquí los vecinos sin orden han sacado lindas piedras, figuras antiguallas y columnas.
Discurso de la Ciudad de Cartagena, Francisco Cascales (1598).  

En 1854 se levantó sobre el graderío del anfiteatro la actual plaza de toros, que aprovechó la estructura del edificio romano para apoyar sus cimientos sobre él.

## Excavaciones arqueológicas
El anfiteatro esta cubierto. Al ser la plaza de toros de menores dimensiones que el anfiteatro, parte de las estructuras de éste han podido ser muy parcialmente objeto de excavación arqueológica. Se ha excavado la arena central, algunos de los muros (de gran altura), algunos contrafuertes y vomitorios, uno de los cuales está restaurado.
En la actualidad el yacimiento está siendo sometido a un gran proyecto de excavación y restauración que respetará ambas estructuras (plaza de toros y anfiteatro) y además incorporará un edificio anexo de nueva planta, según el proyecto de los arquitectos Atxu Amann y Alcocer, Andrés Cánovas Alcaraz y Nicolás Maruri, a la vez que se servirá de parte de la plaza de toros para destinarlo al traslado del Archivo Municipal y a la creación del  Museo de la ciudad de Cartagena.